# 地球環境科学部
地球環境科学部（ちきゅうかんきょうかがくぶ）は、大学において主として地球環境科学・地理学の教育・研究を行う学部である。

## 概要
人類が直面しているさまざまな地球環境問題の改善や解決に資することのできる人材の育成を目的としており、自然科学と人文・社会科学両面のアプローチをもつ。授与する学位は、学士（理学）もしくは学士（地理学）である。　

## 地球環境科学部を持つ日本の大学
1998年に日本で初めて地球環境科学部を設置したのは立正大学である。立正大学地球環境科学部には、環境システム学科と地理学科がある。

### 私立
- 北海道・東北
- 関東
  - 立正大学
- 中部
- 近畿
- 中国・四国・九州